# 3-エチルフェノール
3-エチルフェノール(3-Ethylphenol)は、雌のゾウの尿に含まれる天然のフェノールである。
写真薬剤の中間体や印画紙のシアン発色剤の中間体として用いられる。
消防法に定める第4類危険物 第3石油類に該当する。